# Додж (переписна місцевість, Вісконсин)
Додж (англ. Dodge) — переписна місцевість (CDP) в США, в окрузі Тремполо штату Вісконсин. Населення — 121 особа (2010).

## Географія
Додж розташований за координатами 44°8′4″ пн. ш. 91°32′55″ зх. д. / 44.13444° пн. ш. 91.54861° зх. д. (44.134523, -91.548564).  За даними Бюро перепису населення США в 2010 році переписна місцевість мала площу 1,06 км², уся площа — суходіл.

## Демографія
Згідно з переписом 2010 року, у переписній місцевості мешкала 121 особа в 57 домогосподарствах у складі 32 родин. Густота населення становила 114 осіб/км².  Було 70 помешкань (66/км²).
Расовий склад населення:
| - 100,0 % — білих |

До двох чи більше рас належало 0,0 %. Частка іспаномовних становила 0,0 % від усіх жителів.
За віковим діапазоном населення розподілялося таким чином: 19,0 % — особи молодші 18 років, 64,5 % — особи у віці 18—64 років, 16,5 % — особи у віці 65 років та старші. Медіана віку мешканця становила 42,6 року. На 100 осіб жіночої статі у переписній місцевості припадало 132,7 чоловіків;  на 100 жінок у віці від 18 років та старших — 122,7 чоловіків також старших 18 років.
Середній дохід на одне домашнє господарство  становив 36 758 доларів США (медіана — 31 406), а середній дохід на одну сім'ю — 38 364 долари (медіана — 27 292). За межею бідності перебувало 8,9 % осіб, у тому числі 13,0 % дітей у віці до 18 років та 0,0 % осіб у віці 65 років та старших.
Цивільне працевлаштоване населення становило 68 осіб. Основні галузі зайнятості: виробництво — 32,4 %, мистецтво, розваги та відпочинок — 20,6 %, оптова торгівля — 8,8 %, роздрібна торгівля — 8,8 %.